# Wadim Alexandrowitsch Dawydow

Wadim Dawydow, 2008

Wadim Alexandrowitsch Dawydow (russisch Вадим Александрович Давыдов; * 2. Dezember 1966 in Magnitogorsk) ist ein russischer Autor von Romanen und Publizist.
Sein Stil zeichnet sich durch realistische Elemente und Anspielungen auf die Alternativweltgeschichte aus.

## Leben
Wadim Dawydow wurde am 2. Dezember 1966 in Magnitogorsk (Russische Föderation) geboren. Er ist ein diplomierter Philologe und Wirtschaftswissenschaftler. Nach dem Militärdienst schloss er das Studium ab, arbeitete bei der Zeitung und beim Rundfunk. Schon in der Studentenzeit schrieb er Erzählungen und Gedichte, die in regionalen Medien veröffentlicht wurden. Kurz nach dem Zerfall der Sowjetunion zog er nach Minsk um, wo er zwischen mehreren Berufen und Tätigkeiten wechselte: er arbeitete als Lehrer, Direktor eines Unternehmens, Korrespondent, Chauffeur, Finanzberater, Nachtportier, Bauarbeiter und selbstverständlich als Straßenfeger. Auch ist er viel gereist. Seit 2001 lebt und arbeitet er in Westeuropa.

„In der Wirklichkeit ist alles bei Weitem nicht so klar und eindeutig. Mein Körper befindet sich im Bermudadreieck zwischen Straßburg, Frankfurt und Luxembourg, mein Herz – in Prag und meine Seele – in Russland. Und es gibt kein Heilmittel dagegen.“

Sein erster Roman Das Jahr des Drachen ist zurzeit nicht offiziell veröffentlicht. Die Roman-Trilogie Die Thronfolger ist im Verlag „Leningrad“ (ehemalig „Lenisdat“) in 2007 und 2008 erschienen. Einige publizistische Artikel des Autors zu den Themen Konflikt der Zivilisationen und Future Schock sind auf der Internetseite des Autors sowie in der elektronischen Zeitung Reaktionär veröffentlicht.

## Werke
„Das Jahr des Drachen“. Dieses am meisten umstrittene Werk von Wadim Dawydow wurde der Öffentlichkeit erstmals 2005 durch die elektronischen Portale Aldebaran und FictionBook vorgestellt. Laut dem Autor selbst handelt „Das Jahr des Drachen“ vor allem von Liebe, jedoch sind viele Leser damit nicht einverstanden. Der Roman rief aufgeregte Diskussionen in den verschiedensten Leserkreisen hervor. Sein emotional hochgeladener Darstellungsstil mit einem häufig wechselnden Entfaltungsrhythmus kann in der Tat sehr widersprüchliche Gefühle erwecken. Es ist nicht auszuschließen, dass der Autor gerade diesen Effekt anstrebte. Eine Zuweisung des Romans zu einem bestimmten Genre ist kaum möglich. Der Roman ist ein nicht-ordinäres Stück moderner Prosa.
„Die Thronfolger“. Direkt nach der Samisdat-Veröffentlichung (Selbstverlag) fand der Roman seine Leser und Anhänger. Das erste Buch der Trilogie mit dem Titel „Die Burg von Kimmerien“ erschien Ende 2007. Im ersten Halbjahr 2008 wurden der zweite und dritte Band der Trilogie „Die Prophezeiung“ und „Dem Tod zum Trotz“ veröffentlicht.
„Die Thronfolger“ kann eindeutig dem Genre Alternativgeschichte zugeordnet werden. Die schlagartige Popularitätszunahme dieses Genres wurde durch die Erscheinung des ersten Romans von Vassily Zwyagintsew „Odysseus verlässt Ithaka“ hervorgerufen. „Die Thronfolger“ erzählt „von der schrecklichen und herrlichen Zeit, von Liebe und Hass, von Krieg und Frieden. Das ist eine Enzyklopädie des nicht Passierten, ein hervorragendes Porträt einer großen Epoche, den Pathos und der Sinn derer verstehen nur noch einige wenige. Das ist ein Panorama einer Vision, die nun für immer in der Wüste des Lebens verloren gegangen ist“ – mit diesen Worten bezeichnet der Autor das Leitmotiv des Romans.

## Werkausgaben
- Die Burg von Kimmerien. 544 Seiten. © SPb., Lenizdat — «Leningrad», 2007. ISBN 978-5-289-02584-5
- Die Prophezeiung. 544 Seiten. © SPb., Lenizdat — «Leningrad», 2008. ISBN 978-5-289-02619-4
- Dem Tod zum Trotz. 480 Seiten. © SPb., Lenizdat — «Leningrad-Verlag», 2008. ISBN 978-5-994-20073-5